# Estación de Vítebsk (San Petersburgo)
La estación de Vítebsk (en ruso: Ви́тебский вокза́л, Vítebski vokzal) es una estación de ferrocarril de San Petersburgo, Rusia. Conocida anteriormente como Tsarskoselski y Detskoselski, fue la primera estación de ferrocarril de San Petersburgo y del Imperio Ruso. El edificio, de estilo modernista, fue construido en 1837. Vítbeski tiene conexión con la estación Púshkinskaya del Metro de San Petersburgo.

## Historia
La estación de Vítebsk fue la primera estación ferroviaria del Imperio Ruso. El primer piso, un edificio de madera, fue erigido en 1837 con motivo de la línea Tsárskoye Seló, que conecta San Petersburgo y Pávlovsk vía Tsárskoye Seló, cuya inauguración tuvo lugar el 30 de octubre de 1837.
Entre 1849 y 1852 se construyó un edificio de piedra diseñado por el arquitecto Konstantín Ton, que permaneció hasta principios del siglo XX.
El edificio de la estación moderna fue construido en 1904 y es de arquitectura modernista, diseñada por el académico Stanislav Brzhozovsky. En la construcción participó el ingeniero civil Sima Minash. El proyecto incorporaba la arquitectura singular de la época, incluyendo una gran cantidad de metal. Este edificio es uno de los primeros edificios públicos de estilo Art Nouveau en Rusia.